# Jüdische Gemeinde Altenstadt (Iller)
Die Jüdische Gemeinde Altenstadt war eine von 1651 bis 1942 bestehende jüdische Gemeinde in Altenstadt (Iller) im bayerischen Landkreis Neu-Ulm.

## Geschichte

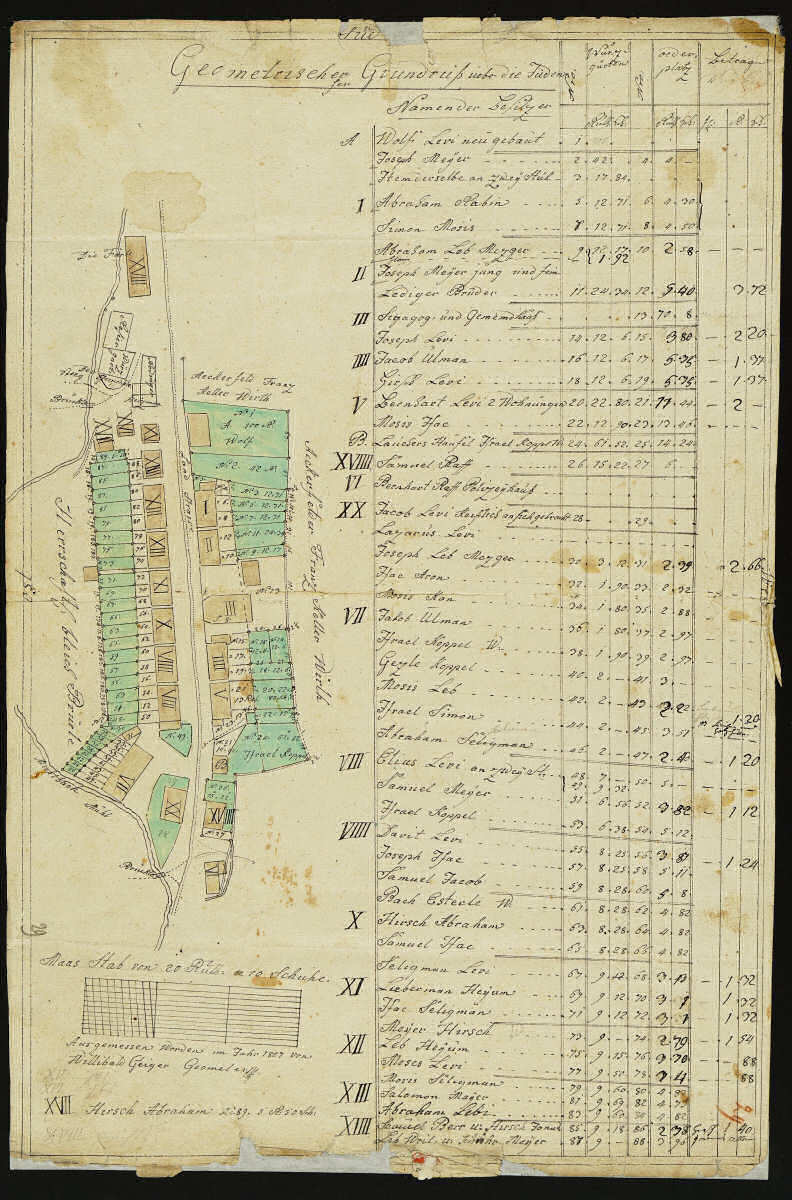
Lageplan der Synagoge und der jüdischen Häuser von 1807

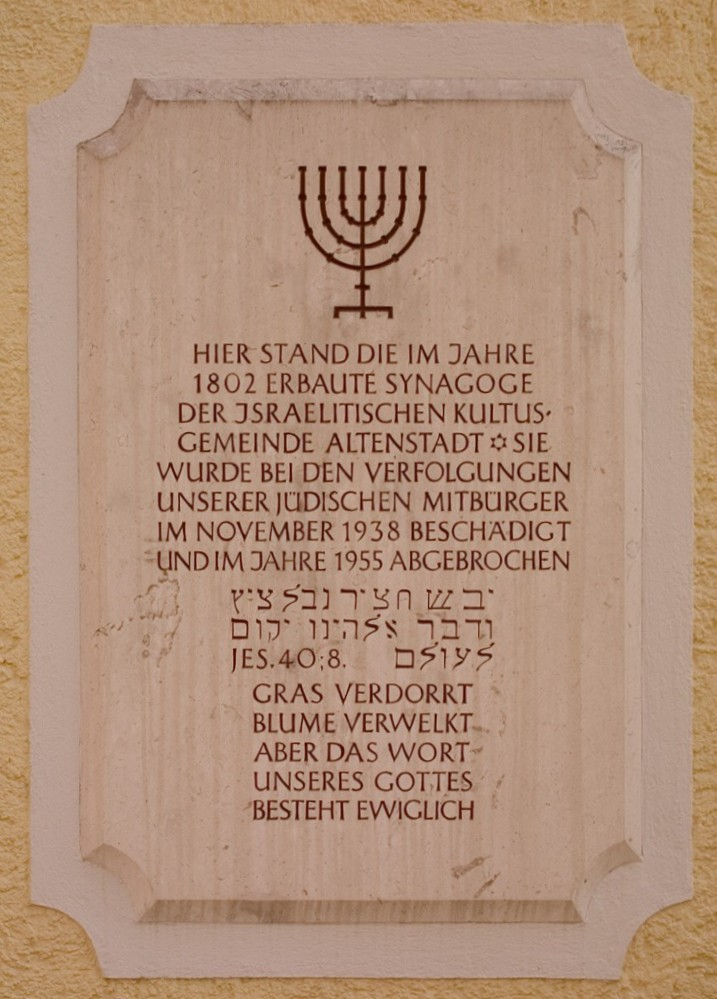
Gedenktafel der Synagoge Altenstadt

Am 17. Oktober 1651 stellte Freiherr Caspar von Rechberg einen Schutzbrief für fünf jüdische Familien aus. Sie erhielten damit das Recht, sich in Altenstadt anzusiedeln. Am 1. März 1719 wurden weitere fünf jüdische Familien in die Ansiedlung „am Fuß der Burg“ aufgenommen. Die Häuser der Juden wurden von der Ortsherrschaft erbaut und vermietet. Jeder Jude musste ein Schutzgeld von 20 Gulden pro Jahr an die Herrschaft entrichten. Dazu kamen eine Gans als „Geschenk“ einer jüdischen Familie an die Herrschaft und ein Todfallgeld von zwei Gulden.
Im Jahre 1807 wurden in Altenstadt 360 Personen jüdischen Glaubens gezählt. 1834 erreichte die jüdische Gemeinde mit 403 Personen ihren Höchststand. 50 % der Ortsbevölkerung waren jüdischen Glaubens. Danach ging die Zahl durch Aus- und Abwanderung zurück. 1910 waren von 1.393 Einwohnern noch 72 jüdischen Glaubens, was 5,2 % der Einwohner entspricht. 1933 lebten noch 46 jüdische Personen am Ort. Im Jahre 1941/42 wurden die verbliebenen 42 Einwohner in Vernichtungslager deportiert und dort ermordet.
Synagoge, jüdische Schule, rituelles Bad und ein Jüdischer Friedhof im benachbarten Illereichen waren elementaren Einrichtungen der Kehillah. Von 1815 bis 1828 unterrichteten nichtjüdische Lehrer an der Schule. Bis 1878 hatte Altenstadt einen eigenen Rabbiner. Danach wurde das Rabbinat Altenstadt zusammen mit dem Rabbinat Fellheim nach Augsburg verlegt. Es gab drei jüdische Vereine am Ort, die Heilige Bruderschaft (Chewra Kadischa, gegründet 1747), den Verein Talmud Tora (gegründet 1847) und die Heilige Schwesternschaft (Chewras Noschim, gegründet 1842). Die Vereine hatten das Ziel, Hilfsbedürftige und Durchwanderer zu unterstützen. Außerdem engagierten sie sich in der Krankenpflege und im Bestattungswesen.

## Jüdische Gemeinde in Kriegszeiten
Im Deutsch-Französischen Krieg von 1870 bis 1871 fiel aus der jüdischen Gemeinde der Soldat Moritz Wallenheimer. Im Ersten Weltkrieg umfasste die jüdische Gemeinde 60 Personen. Sechzehn junge Männer aus der Gemeinde wurden zum Dienst am Vaterland berufen. Zwölf waren im Kriegseinsatz, wovon fünf mit dem Eisernen Kreuz zweiter Klasse ausgezeichnet wurden. Drei Soldaten fielen im Laufe des Krieges. Die Namen Josef Siegfried Marx, Gustav Feissel und Isak Gerstle sind an einer Tafel am Eingang des Judenfriedhofs Illereichen vermerkt.
Am 25. November 1925 um 9:30 Uhr fand unter der Beteiligung fast der gesamten Einwohnerschaft die Einweihung des Ehrenmals für israelische Kriegsopfer in der Synagoge in Altenstadt statt.

## Geschichte der Synagoge
1719 wurde die erste Synagoge erbaut. Das Bauholz war ein Geschenk der adeligen Herrschaft von Rechberg. 1802 wurde die neue Synagoge auf dem Grundstück der heutigen Memminger Straße 47 errichtet. Architekt war Johann Nepomuk Salzgeber aus Buch bei Illertissen. Sie wurde als eine der monumentalsten Dorfsynagogen im ehemaligen Deutschen Reich beschrieben. 1902 wurde das hundertjährige Jubiläum unter der Beteiligung der gesamten Dorfbevölkerung zwei Tage gefeiert. Auf dem Toraschrein stand geschrieben: Da lifne mi atoh aumed (Erkenne, vor wem du stehst).
Schon im März 1922 kam es zu Anschlägen auf die Synagoge und jüdischen Friedhof. 1931 besuchte der hiesige Heimatverein unter Führung des katholischen Pfarrers die Synagoge.

## 10. November 1938
Am 10. November 1938 versammelten sich etwa hundert Personen auf dem Platz vor der Synagoge, um sich die Ansprache eines einheimischen SS-Führers anzuhören. Eine Gruppe von fünfzehn SS-Leuten, die sich mit dem Fahrrad von Vöhringen an der Iller nach Altenstadt aufgemacht hatten, befand sich unter den einheimischen Zuhörern. Der SS-Führer forderte die einheimische Bevölkerung auf, den Kontakt zu Juden abzubrechen und nicht mehr in jüdischen Geschäften einzukaufen. Danach kam es zu einem Demonstrationszug der aufgehetzten Menschenmenge. Der Laden und die Wohnung einer Jüdin wurden zerstört. Unter der Führung der SS-Leute, die die Tür zur Synagoge aufbrachen, drangen die Demonstranten in die Synagoge ein. Sie zerschlugen die Fenster, verbrannten Gebetbücher, Bibeln und andere Ritualien. Die Armenkasse wurde gestohlen. Die Torarollen wurden von Polizisten zum Staatsarchiv Neuburg an der Donau gebracht. Danach wurden Fenster und Firmenschilder von jüdischen Geschäften zertrümmert. Am 11. November wurde der Toraschrein der Synagoge in Brand gesteckt. Als die Synagoge angezündet werden sollte, verhinderten dies Bürger der Stadt. Fünf Juden aus Illereichen wurden verhaftet. Drei jüdische Personen, darunter eine Frau, wurden für zwei Wochen im Ortsgefängnis ohne Verfahren festgehalten. Die Synagoge diente nun als Garage und wurde 1955 abgerissen. Das rituelle Bad war schon 1920 abgerissen worden. Die jüdische Schule wurde nach 1945 als Kindergarten genutzt und 1977 an Privatleute verkauft. 1984 wurde an dem Wohn- und Geschäftshaus, das am Standort Synagoge errichtet worden war, eine Erinnerungstafel mit folgender Inschrift angebracht:
Das Gras verdorrt, die Blume verwelkt, doch das Wort unseres Gottes bleibt in Ewigkeit. (Jes 40,8)
Seit 2008 befindet sich an gleicher Stelle eine Stele aus Stahl in Form einer Schriftrolle.

## Bevölkerungsstatistik
| Jahr | Einwohner jüdischer Konfession | Gesamteinwohnerzahl |
| ---- | ------------------------------ | ------------------- |
| 1834 | 403                            |                     |
| 1854 | 250                            |                     |
| 1890 | 190                            |                     |
| 1900 | 100                            |                     |
| 1910 | 72                             | 1393                |
| 1924 | 60                             | 1400                |
| 1933 | 46                             |                     |
| 1940 | 24                             |                     |